# جری شیفر
جری شیفر (به انگلیسی: Jerry Schaefer) (زاده ۱۹۷۹) بازیگر، کمدین، نویسنده کانادایی-آمریکایی است.
از فیلم‌های معروف او می‌توان به بازی در فیلم پارک سگ اشاره کرد.